# Johan de Kruijf
Johannes de Kruijf (Bunnik, 22 december 1885 - aldaar, 26 juni 1966) was een Nederlands kunstschilder, tekenaar en etser. 

## Biografie
Johannes de Kruijf was de zoon van Karel en Johanna de Kruijf. Hij was gehuwd met Mara Augusta Willeumier, die afkomstig was uit een kunstenaarsgeslacht en eveneens tekende.
De Kruijf begon zijn studie aan de Koninklijke Academie van Beeldende Kunsten op zijn zestiende, waar hij uiteindelijk zijn MO-akte in tekenen behaalde. Na zijn studie werkte hij als assistent bij de firma van Abraham Frans Gips. Tussen 1911 en 1950 gaf hij tekenles aan het Nederlandsch Lyceum in Den Haag.  
In augustus 1914 werd De Kruijf gemobiliseerd en gedetacheerd bij Bureau Beheer Landmacht in Den Haag. Tijdens zijn diensttijd maakte hij vele tekeningen en ontwierp hij rang- en ordetekens.
De Kruijf gaf kunstgeschiedenis aan het Haagse tekeninstituut Bik en Vaandrager, onder leiding van Willem Hendrik Bik. Hier maakte De Kruijf kennis met de etser Johan D. Scherft. Dit leidde tot een levenslange vriendschap.
De Kruijf exposeerde of verkocht nooit zijn werk en was evenmin lid van kunstverenigingen. Zelfs binnen zijn privékring toonde hij zijn werk zelden. Zijn voornaamste inspiratiebron was zijn geboortestreek Bunnik, waar hij talloze tekeningen en schilderijen van maakte. In 1985, ter herdenking van zijn honderdste geboortejaar, werd een tentoonstelling van zijn werk gehouden in Bunnik. Een straat aldaar draagt de naam Johan de Kruijfstraat ter ere van hem.
- Biografisch Portaal: 48896372
- RKD-Nederlands Instituut voor Kunstgeschiedenis: 46682